# Tabula Larinas
Tabula Larinas – edykt wydany w roku 19 n.e. przez Senat rzymski, na mocy którego kobietom i mężczyznom ze stanu senatorskiego i ekwickiego zabroniono, pod groźbą infamii, walk na arenie.